# Franz Arnold (Maler)
Franz Arnold (* unbekannt in Brünn; † 29. Oktober 1790 ebenda) war ein Maler und Kupferstecher.

## Leben
Zur Herkunft von Franz Arnold liegen keine Erkenntnisse vor.
Er erhielt eine Ausbildung zum Kunstmaler bei Josef Frey und besuchte die Akademie der bildenden Künste in Wien und kehrte darauf nach Brünn zurück.
In seinem Geburtsort beschäftigte er sich sowohl mit Malerei, insbesondere der Landschaftsmalerei, als auch mit dem Kupferstich.
Er starb noch in jungen Jahren in Brünn.

## Werke (Auswahl)
- L'Armour Peintre, das einen jungen Maler darstellt, der nach Anleitung seines Meisters eine nackte Frau malt.
- Porträt von Daniel Chodowiecky, Direktor der Königlichen Akademie der Künste in Berlin.
- Eine Landschaft mit einer Brücke.
- Marianne als Nonne.